# Luis Vásquez (Fußballspieler, 1976)
Luis Humberto Vásquez Barrios (* 11. Januar 1976 in Molina) ist ein ehemaliger chilenischer Fußballtorwart.

## Karriere
Luis Vásquez kam aus der Jugend von Unión Española 1997 in die Profimannschaft, die in diesem Jahr erstmalig in der Geschichte des Vereins aus der Primera División (Chile) in die Primera B abstieg. 1999 schaffte der Klub den Wiederaufstieg. Vásquez zog es aber zum Deportes Ovalle, wo er drei Jahre blieb. Bei Deportes Temuco von 2003 bis 2004 und Deportes Melipilla 2005 war er unangefochtener Stammtorwart, so dass auch Rekordmeister CSD Colo-Colo 2004 Interesse an ihm hatte. Der Transfer kam aber nicht zustande. 2006 wechselte Vásquez zum Curicó Unido, nahe seiner Heimatstadt Molina. Der Verein war gerade erst in die Primera B aufgestiegen. Vásquez wurde sofort Stammtorwart und verhalf Curicó 2008 zum ersten Aufstieg in die Primera División. Zwar stieg der Klub direkt wieder ab, dennoch etablierte sich der Klub als eine feste Größe im chilenischen Profifußball. 2010 beendete Vásquez seine Karriere.
Nach seiner aktiven Karriere wurde Luis Vásquez Trainer in der Fußballschule von Curicó Unido und übernahm zudem verschiedene Trainerposten im Verein. 2024 stand er interimsweise auch beim Profiteam an der Seitenlinie und wurde danach in das Trainerteam von Héctor Almandoz als Fitness- und Torwarttrainer integriert.

## Erfolge
Unión Española
- Chilenischer Zweitliga-Meister: 1999

Deportes Temuco
- Chilenischer Zweitliga-Meister: 2008